# Río Paray
El río Paray es un cauce hídrico de Paraguay cuyo curso comienza desde la Laguna Cabral, que se considera un hito tripartito entre los departamentos Central, Paraguarí, y Ñeembucú hasta que culmina con su desembocadura en el río Paraguay. Este río sirve como límite natural entre los departamentos Central y Ñeembucú.
El lago Ypoá drena sus aguas al río Paraguay a través de este cauce.
- Datos: Q6115514